# Dudley Pound
Alfred Dudley Pickman Rogers Pound (Isle of Wight, 29 augustus 1877 – 21 oktober 1943) was een Britse marineofficier die van juni 1939 tot september 1943 de First Sea Lord was.

## Biografie
In 1891 trad Pound als cadet toe tot de Royal Navy. Zijn ster rees snel: in 1916 werd hij benoemd tot kapitein en kreeg hij het bevel over het slagschip HMS Colossus. Hij was betrokken bij de Zeeslag bij Jutland en liet twee Duitse kruisers tot zinken brengen, versloeg twee torpedojagers en wist vijf torpedo’s te ontwijken.
Pound werd na de Eerste Wereldoorlog gestationeerd bij de marineplanning en werd in 1922 benoemd tot directeur van de planningsdivisie. In de latere jaren twintig toen Roger Keyes de opperbevelhebber was van de Mediterranean Fleet werd Pound zijn stafchef. Daarna werd hij benoemd tot opperbevelhebber van de Mediterranean Fleet, en functie die  hij vervulde van van 1936 tot 1939.
Op 31 juli 1939 werd Sir Dudley Pound benoemd tot First Sea Lord. Zijn gezondheid was twijfelachtig, maar ook andere ervaren admiraals hadden een minder goede gezondheid. Een marine-arts was op de hoogte van Pounds beginnende hersentumor, maar gaf deze informatie niet door aan de Admiraliteit. Pound had ook last van heupdegeneratie, waardoor hij slecht sliep en  indommelde tijdens vergaderingen.
De meningen over Pound in die tijd zijn verdeeld. Zijn medewerkers op de Admiraliteit vonden het gemakkelijk om met hem te werken. Maar admiraal en kapiteins op zee beschuldigden hem van "sturen  vanaf de achterbank” en andere fouten. Ook kwam het tot fikse botsingen met admiraal John Tovey, de bevelhebber van de Home Fleet. Winston Churchill, met wie Pound vanaf september 1939 samenwerkte, vond hem gemakkelijk te domineren. Hij wordt echter beschreven als een “sluwe oude das” die zijn toevlucht nam tot bedrog om Churchills idee, vroeg in de oorlog de oorlogsvloot naar de Oostzee te zenden, te frustreren.
Misschien wel de grootse prestatie van Pound was zijn succesvolle campagne tegen de Duitse U-boten om de Slag om de Atlantische Oceaan (1939-1945) te winnen. Zijn meest bekritiseerde beslissing was zijn bevel het Arctische konvooi PQ-17 te verspreiden vanwege het bericht, dat het Duitse slagschip Tirpitz in aantocht was, wat later onjuist bleek te zijn. Daarop werden 25 van de uit 35 vrachtschepen bestaande konvooi door de Duitsers tot zinken gebracht. 153 zeelui vonden hierbij de dood. 
In juli 1943 overleed de vrouw van Pound. Deze keer was het duidelijk dat zijn gezondheid tanende was, en na twee beroertes diende hij op 5 oktober 1943 zijn ontslag in. Pound werd op 3 september 1943 benoemd in de Order of Merit. Hij stierf op 21 oktober 1943. Na een dienst in Westminster Abbey werden zijn as en die van zijn vrouw uitgestrooid boven zee.

## Militaire loopbaan
- Naval Cadet: 15 januari 1891[5]
- Midshipman: 15 januari 1893[5]
- Sub-Lieutenant: 29 augustus 1896[5]
- Lieutenant: 29 augustus 1898[5]
- Commander: 30 juni 1909[5]
- Captain: 31 december 1914[5]
- Rear Admiral: 1 maart 1926[5]
- Vice Admiral: 15 mei 1930[5]
- Admiral: 16 januari 1933[5]
- Admiral of the Fleet: 3 juli 1939[5]

## Decoraties
- Ridder Grootkruis in de Orde van het Bad op 2 januari 1939[5]
- Ridder Commandeur in de Orde van het Bad op 3 juni 1933[5]
- Lid in de Orde van het Bad op 3 juni 1919[5]
- Order of Merit op 3 september 1943[5]
- Ridder Grootkruis in de Koninklijke Orde van Victoria op 20 mei 1937[5]
- Dagorder op 15 september 1916[5]
- 1914 Ster
- Britse Oorlogsmedaille
- Grootkruis in de Orde van Sint-Olaf in 1942
- Grootkruis in de Orde Polonia Restituta in 1942
- Atlantische Ster
- 1939-1945 Star
- War Medal 1939-1945
- Officier in het Legioen van Eer op 12 december 1919[5]
- Orde van de Rijzende Zon, 3e klasse[5]
- Royal Humane Society's Bronze Medal[5]
- Army Distinguished Service Medal op 12 december 1919[5]